# Dead, Hot and Ready
Dead, Hot and Ready – drugi album studyjny szwedzkiego zespołu muzycznego Witchery. Wydawnictwo ukazało się 22 października 1999 roku nakładem wytwórni muzycznej 
Necropolis Records. Nagrania zostały zarejestrowane w czerwcu i grudniu 1998 roku w Blue Hill Studios w Linköping.

## Lista utworów
Opracowano na podstawie materiału źródłowego.
| Nr  | Tytuł utworu                    | Długość |
| --- | ------------------------------- | ------- |
| 1.  | „Demonication”                  | 02:31   |
| 2.  | „A Paler Shade of Death”        | 03:11   |
| 3.  | „The Guillotine”                | 02:38   |
| 4.  | „Resurrection”                  | 04:49   |
| 5.  | „Full Moon”                     | 03:46   |
| 6.  | „The Devil and the Damage Done” | 03:52   |
| 7.  | „Dead, Hot and Ready”           | 02:43   |
| 8.  | „The Devil's Triangle”          | 02:36   |
| 9.  | „Call of the Coven”             | 03:47   |
| 10. | „On a Black Horse thru Hell...” | 03:40   |
|     |                                 | 33:33   |